# Kambsdalur
Kambsdalur (más néven á Ytra Dali) település Feröer Eysturoy nevű szigetén. Közigazgatásilag Fuglafjørður községhez tartozik.

## Földrajz
A település a sziget keleti oldalán, a Fuglafjørður fjord nyugati partján fekszik, az Ytri Dalur (más néven Kambsdalur) nevű völgyben.

## Történelem
Kambsdalur Feröer legújabb települése. A területet 1981-ben vette meg Fuglafjørður község, az első lakók pedig 1985. október 5-én költöztek be.

## Népesség
A település nem szerepel a hivatalos népességi statisztikákban. 2005. január 1-jén 41 családi házban 170 lakót számlált; 2006 végén mintegy 200 lakója volt.

## Gazdaság
Kambsdalur rövid idő alatt jelentős szolgáltatási központtá fejlődött, így a lakosságszámhoz képest rendkívül magas a munkahelyek száma. Itt található egy sportközpont, egy faáru-szaküzlet, számos szerviz és mindenekelőtt a regionális oktatási központ (Studentaskúlin og HF- skeiðið í Eysturoy). Az oktatási központot 1990-ben nyitották meg, és a gimnázium mellett egy kereskedelmi szakközépiskolát is magában foglal. A mintegy 160 diákot 25 tanár oktatja.

## Közlekedés
Kambsdalur a Fuglafjørður és Norðragøta közti út mentén fekszik. Közlekedési helyzete kedvező: könnyen elérhető innen Fuglafjørður, Gøta, Leirvík, Runavík és Klaksvík is.
Az autóbusz-összeköttetést a 410-es járat biztosítja Fuglafjørður és Leirvíken keresztül Klaksvík felé.

## Turizmus
A kambsdaluri cserkészotthon csoportok szálláshelyeként is működik.

## Fordítás
- Ez a szócikk részben vagy egészben a Kambsdalur című angol Wikipédia-szócikk ezen változatának fordításán alapul.  Az eredeti cikk szerkesztőit annak laptörténete sorolja fel. Ez a jelzés csupán a megfogalmazás eredetét és a szerzői jogokat jelzi, nem szolgál a cikkben szereplő információk forrásmegjelöléseként.
- Ez a szócikk részben vagy egészben a Kambsdalur című német Wikipédia-szócikk ezen változatának fordításán alapul.  Az eredeti cikk szerkesztőit annak laptörténete sorolja fel. Ez a jelzés csupán a megfogalmazás eredetét és a szerzői jogokat jelzi, nem szolgál a cikkben szereplő információk forrásmegjelöléseként.